# Llupia
Llupia (in catalano Llupià) è un comune francese di 1 934 abitanti situato nel dipartimento dei Pirenei Orientali nella regione dell'Occitania.

## Società

### Evoluzione demografica
Abitanti censiti